# Braniewo
Braniewo (niem. Braunsberg, łac. Braunsbergus) – miasto na Warmii w województwie warmińsko-mazurskim, siedziba powiatu braniewskiego. Położone jest na Równinie Warmińskiej, nad rzeką Pasłęką w pobliżu ujścia do Zalewu Wiślanego.
Najstarsze miasto na Warmii i jej pierwsza stolica. Dawniej port morski i miasto hanzeatyckie. W latach 1466–1772 w obrębie Korony Królestwa Polskiego. W latach 1954–1972 miasto było siedzibą władz gromady Braniewo. W latach 1975–1998 miasto administracyjnie należało do województwa elbląskiego.
Pod względem historycznym Braniewo leży zarówno na Warmii biskupiej, jak i na obszarze Warmii plemiennej.
Według danych GUS z 1 stycznia 2024 r. Braniewo liczyło 16 015 mieszkańców, będąc trzynastym najludniejszym miastem w województwie warmińsko-mazurskim.

## Dane ogólne
Położone na obu brzegach rzeki Pasłęki, w pobliżu ujścia do Zalewu Wiślanego, od XIII wieku do końca XVIII w. morski port handlowy. Do lat dziewięćdziesiątych XX wieku lokalny ośrodek przemysłowy; m.in. przemysł elektrotechniczny, skórzany, spożywczy (browar i mleczarnia). Do 2016 roku Braniewo było jedyną miejscowością na Warmii mogącą się poszczycić własnym ogrodem zoologicznym (zlikwidowanym).
Przemysł w Braniewie składa się głównie z małych firm. Z zakładów produkcyjnych można wymienić miejscowy (wielokrotnie zmieniający właścicieli: EB, Browar Namysłów, Grupa Żywiec, w 2020 znów wystawiony na sprzedaż) browar oraz fabrykę mebli Okmed. Przez miasto przebiega normalnotorowa oraz szerokotorowa linia kolejowa (nr 217), co pozwoliło wybudować w Braniewie terminale przeładunkowe, takie jak Polfrost Terminal, Logistic Port Braniewo, Cargosped, Glob-Terminal.
W 2011 roku nieopodal Braniewa rozpoczęto poszukiwanie gazu łupkowego. Od końca marca 2011 do czerwca 2011 roku na zlecenie Talisman Energy 115 pracowników Geofizyki Kraków prowadziło w okolicach Braniewa badania sejsmiczne. W listopadzie 2011 roku między Rogitami a Młotecznem powstał odwiert Rogity-1. Badania geologiczne przeprowadzone w latach 2011–2014 potwierdziły występowanie na głębokości 3 km złóż nie tylko gazu łupkowego, ale również pokładów ropy naftowej. Wyniki badań określono jako „wysoce zachęcające”. Planowane kolejne lokalizacje odwiertu Rogity-2 nie doszły do skutku.
Strukturę społeczną miasta charakteryzuje duży udział formacji mundurowych:
- 9 Braniewska Brygada Kawalerii Pancernej
- Placówka Straży Granicznej w Braniewie
- Komenda Powiatowa Państwowej Straży Pożarnej w Braniewie
- Oddział Celny w Braniewie
- Posterunek Straży Ochrony Kolei w Braniewie
- Zakład Karny w Braniewie (od 2018 Oddział Zewnętrzny w Braniewie)

W latach 1948–1950 stacjonował tu sztab 3 batalionu Ochrony Pogranicza, a następnie Szkoła Podoficerska Łączności WOP.
W Braniewie funkcjonowało Stado Ogierów Braniewo. W 1994 roku po przekształceniu jako Stado Ogierów Skarbu Państwa Braniewo. Następnie zlikwidowane (zobacz też: stadnina koni w Braniewie).

## Nazwa

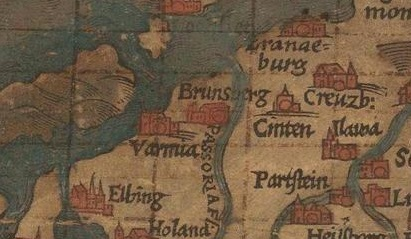
Braniewo (jako Brunsberg) na mapie Polski z 1562 roku

Podczas lokacji w roku 1254 miastu nadano nazwę Brunsberg (w XIV-wiecznej kronice Piotra z Dusburga zapisane jako Brunsbergk), która z czasem przybrała stałą formę Braunsberg. W języku polskim nazwa została przejęta w formie Brunsberga (rzadziej Brunsberk), a także w późnej spolszczonej postaci Braniewo.
W średniowiecznym języku niemieckim nazwa ta oznacza „gród Brunona” lub „zamek Brunona”. Składa się ona z germańskiego imienia Bruno (które pochodzi od brünne, braun „niedźwiedź, brunatny”) oraz z końcówki -berg dosłownie oznaczającej „górę”. Możliwe, że pierwotna nazwa miasta posiadała końcówkę -burg „miasto, zamek” (jak w nazwach Fromborka Frauenburg lub Malborka Marienburg) i dopiero z czasem zmieniła się w -berg. Niemniej w średniowiecznej onomastyce niemieckiej używano również końcówki -berg wymiennie z -burg do tworzenia nazw miast. W tym znaczeniu słowo „góra” nabiera poetyckiego lub symbolicznego znaczenia „gród” (jak w nazwie Królewca Königsberg). Co ciekawe, na Mapie Świętej Warmii z 1755 roku nazwa miasta występuje w formie Braunsburg.
Według XVIII-wiecznego historyka Johanna Friedricha Goldbecka miasto nazwano tak na cześć Brunona ze Schauenburku, biskupa Ołomuńca na Morawach, który towarzyszył królowi czeskiemu Przemysłowi Ottokarowi II w krucjacie do Prus w latach 1254–1255. Dzięki wsparciu króla czeskiego Zakon krzyżacki zdołał podbić plemiona w Prusach Dolnych i Sambii oraz założyć miasto nazwane na jego cześć Królewcem. Czeska wyprawa do Prus zbiegła się z czasem założenia Braniewa przez pierwszego biskupa warmińskiego Anzelma, który również był członkiem Zakonu krzyżackiego.
Biskup Bruno ze Schauenburku jest także założycielem morawskiego miasta Brušperk, które nosi identyczną niemiecką nazwę Braunsberg.
Według innych historyków nazwa mogła nawiązywać do postaci Brunona z Kwerfurtu, męczennika, który zginął podczas misji do Prus w 1009 roku. Z kolei według tezy warmińskiego historyka Victora Röhricha nazwa Brusebergue jest zniemczoną wersją – „pruskiego obozu” lub „pruskiej osady”. Nazwa z czasem miała by być przekształcona z dotychczasowej Brusebergue na Brunsberg.
W 1882 Wojciech Kętrzyński w swoim dziele O ludności polskiej w Prusiech niegdyś krzyżackich podał spolszczoną postać Braniewo, która od tego czasu pojawiała się w polskim piśmiennictwie. Po powrocie miasta do Polski, formę tę przyjęła powołana w styczniu 1946 roku Komisja Ustalania Nazw Miejscowych i nazwa została ogłoszona jako oficjalna w Zarządzeniu Ministrów: Administracji Publicznej i Ziem Odzyskanych. Nazwa Braniewo jest obowiązującą od 19 maja 1946.

## Historia

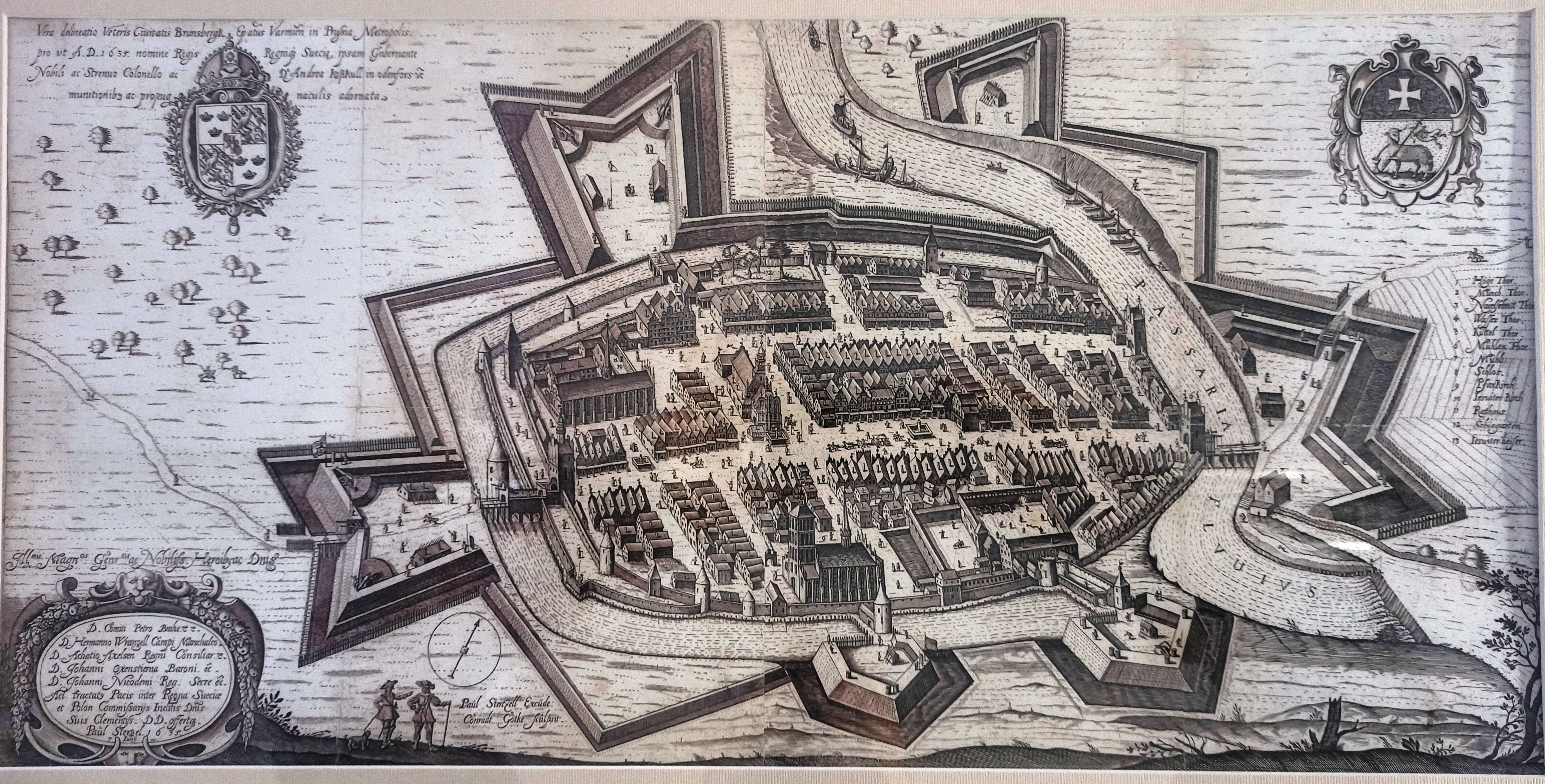
Plan Braniewa z 1635 roku, ryc. Paul Stertzel, Conrad Götke

### Pierwsze miasto Warmii

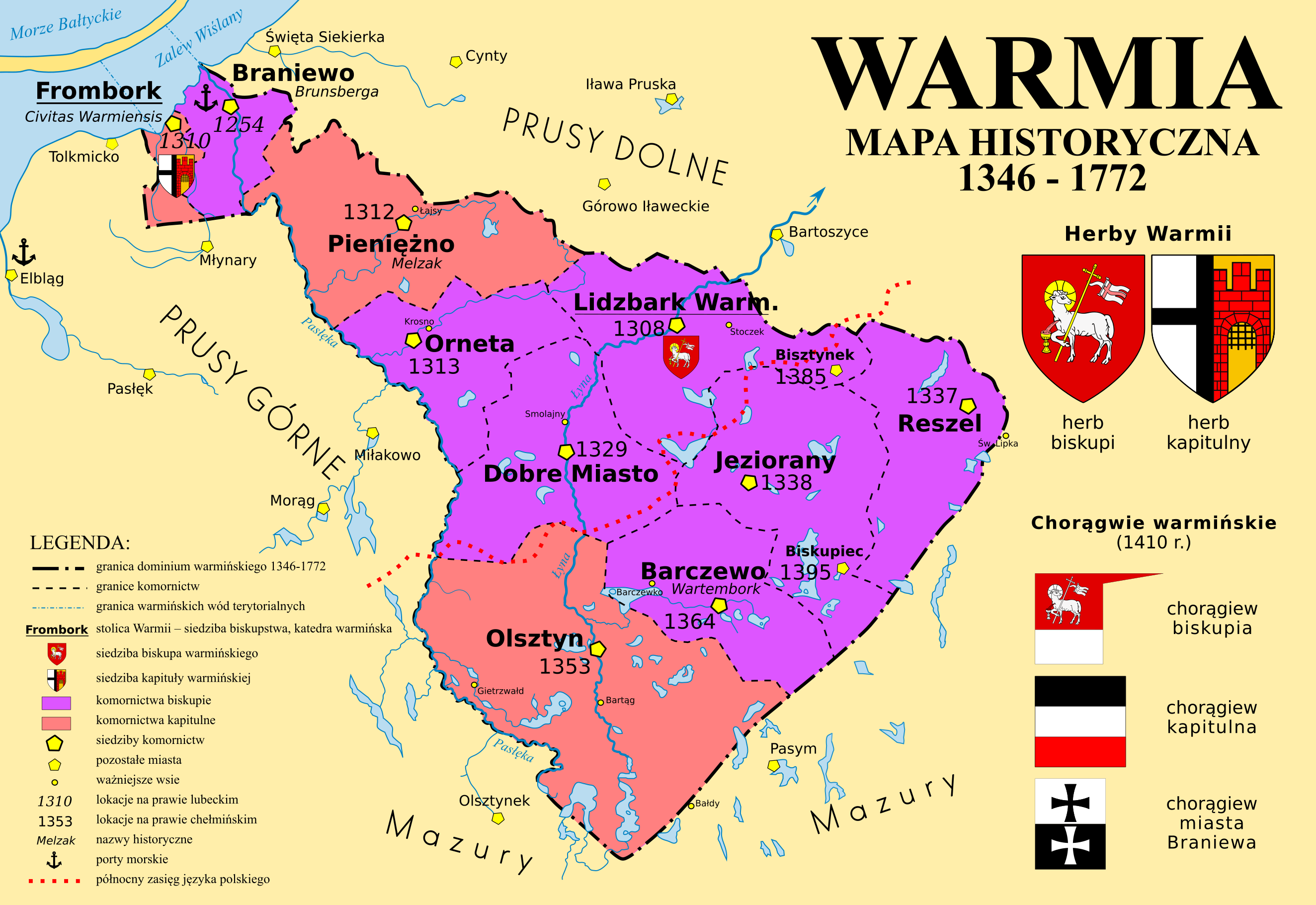
Mapa historyczna Warmii

Chorągiew miasta Braniewa (Banderium Ciuitatis Brunszberg) zdobyta w bitwie pod Grunwaldem i odwzorowana przez Jana Długosza w Banderia Prutenorum

Na początku XIII wieku wybrzeża Zalewu Wiślanego zamieszkane były przez staropruskie plemię Warmów. W 1210 roku na krótko ziemie te opanował król duński Waldemar II Zwycięski. W roku 1237 do wybrzeży Zalewu Wiślanego dotarli Krzyżacy, którzy prowadzili skutecznie – przy wsparciu również rycerstwa polskiego – podbój Prus. W roku 1239 Krzyżacy podbili plemienną Warmię.
Prawdopodobnie już pod koniec lat 30. rycerze zakonni założyli nad dolną Pasłęką drewniany zamek, który miał kontrolować przeprawę przez rzekę oraz jej niedalekie ujście do Zalewu. Wokół zamku wkrótce powstała osada. Według niektórych badaczy zamek i osada stanęły na miejscu dawnego staropruskiego grodu, jednak hipoteza ta nie znajduje potwierdzenia ani w źródłach pisanych, ani archeologicznych.
Pierwsza osada przyzamkowa powstała około 1240 roku i już w 1242 roku została najechana i zniszczona przez Prusów. W 1243 roku teren wokół miasta wszedł w obręb dominium biskupa warmińskiego, który w tym miejscu postanowił ulokować siedzibę biskupstwa. Jednak w odbudowie przeszkodziło I powstanie pruskie. Po pokonaniu Prusów i zawarciu układu pokojowego przystąpiono około 1250 roku do odbudowy zamku i miasta, przy czym zmieniono lokację na prawy brzeg rzeki.
.
Braniewo jest najstarszym miastem na Warmii. Było też pierwszą siedzibą biskupów warmińskich i siedzibą katedry diecezjalnej oraz funkcjonującej przy katedrze kapituły warmińskiej, można je zatem uznać za pierwszą stolicę Warmii. Jednak już w 1278 roku Henryk Fleming po zniszczeniach pruskich przeniósł stolicę biskupstwa – katedrę i kapitułę – do Fromborka. Natomiast w 1340 roku przeniesiono z Braniewa również siedzibę biskupów, początkowo na krótko do Ornety, a w 1350 roku do Lidzbarka Warmińskiego. Komornictwo braniewskie było jednym z siedmiu komornictw na Warmii podlegających władzy biskupów warmińskich (pozostałe trzy podlegały władzy kapituły).
Od XIII wieku miasto było ważnym ośrodkiem handlowym oraz jedynym warmińskim portem morskim (dopiero pod koniec XVIII wieku zdegradowanym przez port w Piławie). Od 1358 roku było członkiem Hanzy, co zapewniało mu kupiecką autonomię w granicach warmińskiego dominium biskupiego. Z miast Warmii tylko Braniewo i Frombork były lokowane na prawie lubeckim, co związane było z ich nadmorskim charakterem i przynależnością do Związku Hanzeatyckiego (pozostałe miasta Warmii lokowane były na prawie chełmińskim).
W czasie wojen polsko-krzyżackich miasto wystawiało oddziały, które walczyły po stronie krzyżackiej. W bitwie pod Grunwaldem miasto Braniewo wystawiło własną chorągiew (liczącą prawdopodobnie około 200–500 zbrojnych), niezależnie od dwóch pozostałych warmińskich chorągwi – biskupiej i kapitulnej. Chorągiew braniewska znakowała się banderą z dwoma krzyżami, białym i czarnym, co nawiązywało do symboliki hanzeatyckiej.
Ze względu na szybki rozwój miasta, a być może w celu osłabienia rosnącego znaczenia mieszczan, w 1342 roku obok „starej Brunsbergi” biskup Herman z Pragi założył konkurencyjne Nowe Miasto, położone na drugim (prawym) brzegu Pasłęki. Nowe Miasto nie osiągnęło większego znaczenia, a w 1773 roku zostało połączone administracyjnie ze starym miastem. Dzięki rejestrowi podatkowemu z 1453 roku wiadomo, że w Starym Mieście Braniewie mieszkało około 360 rodzin, a w Nowym Mieście Braniewie 130 rodzin, czyli razem około 2500 osób (zakładając, że przeciętna rodzina składała się z 5 osób). W 1440 r. miasto było współzałożycielem antykrzyżackiego Związku Pruskiego.

### W Rzeczypospolitej

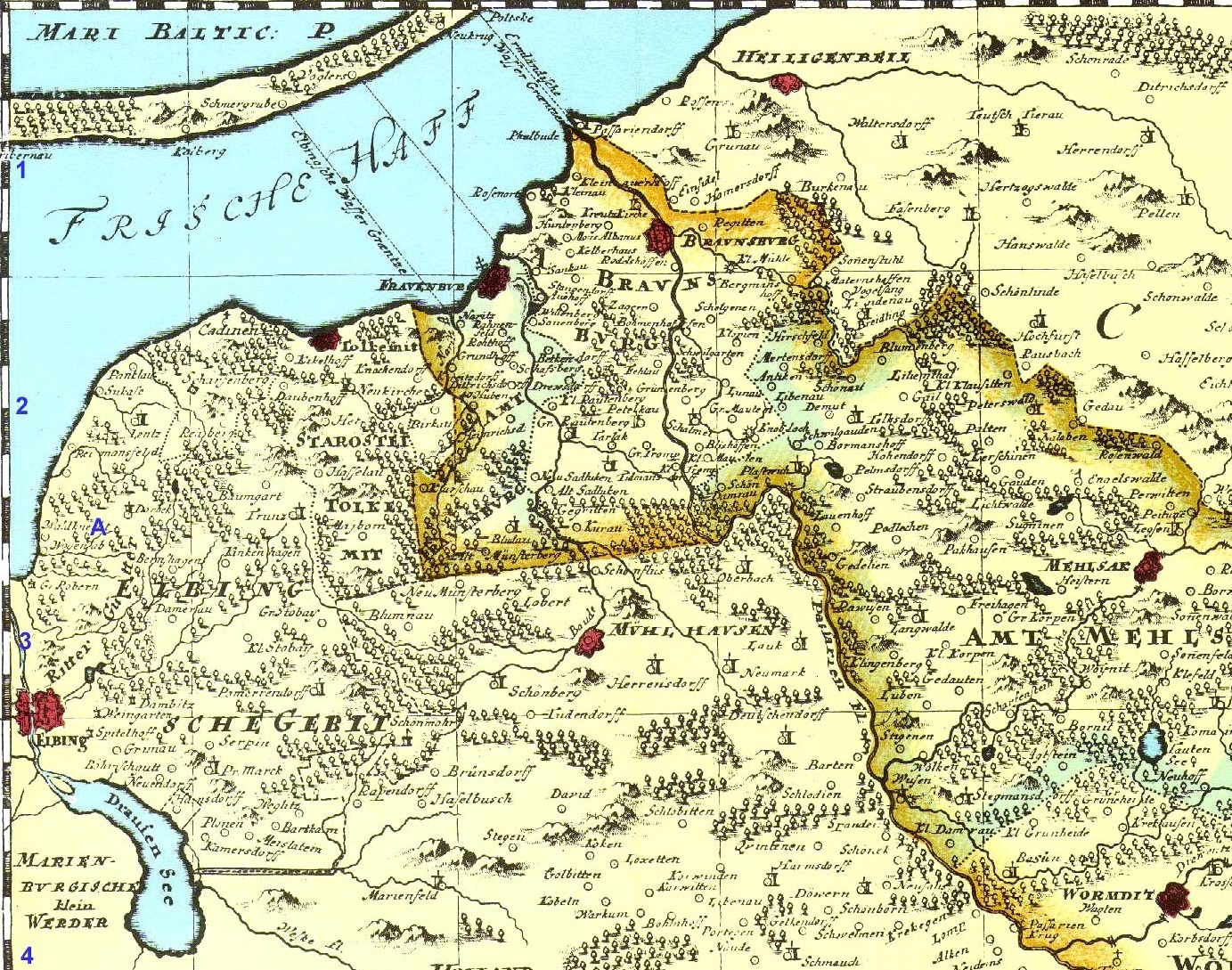
Braniewo (jako Braunsburg) na „Mapie Świętej Warmii” z 1755 roku

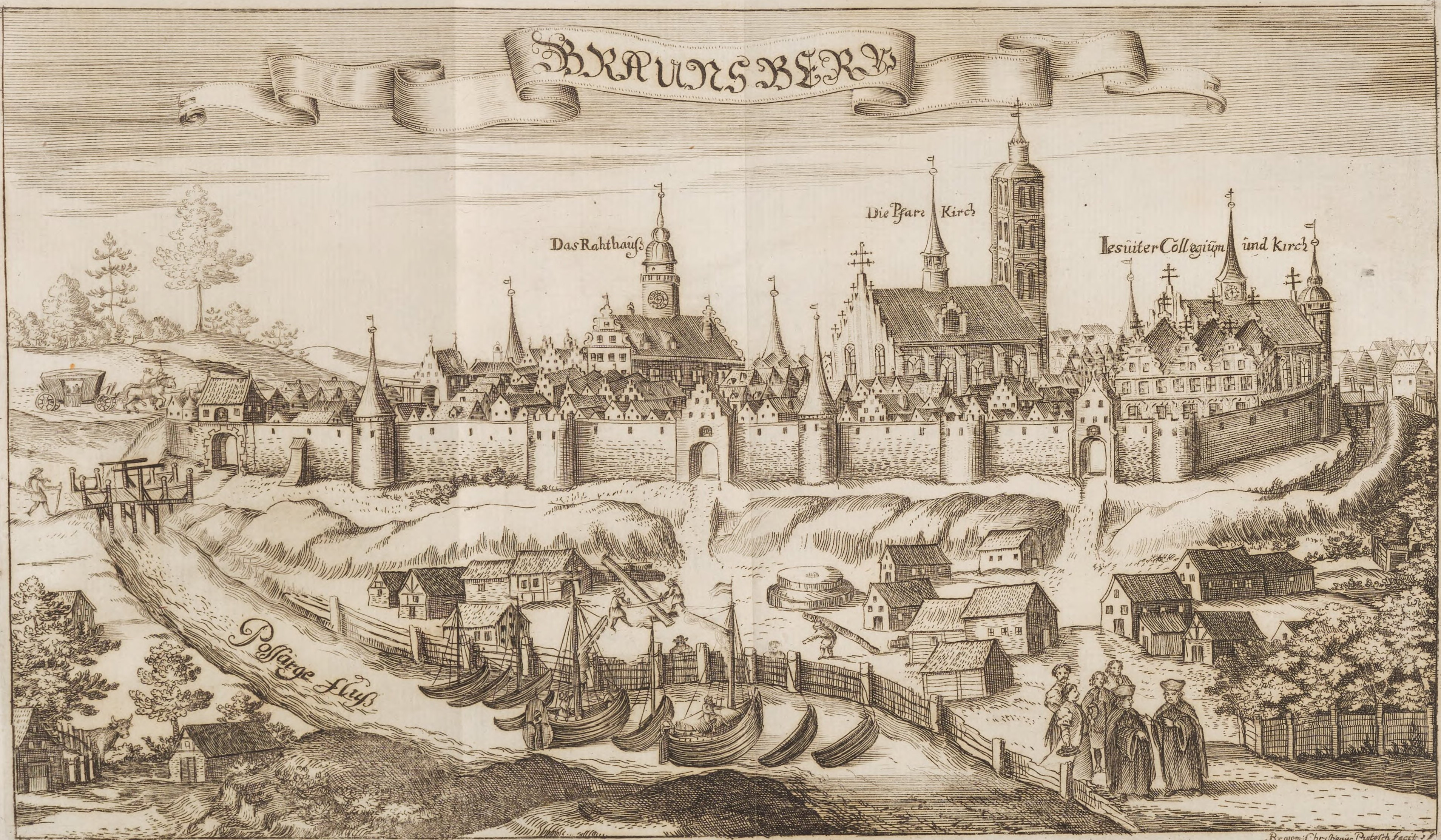
Widok Braniewa na miedziorycie z 1684 r.

W 1454 roku podczas wojny trzynastoletniej Braniewo poparło działania antykrzyżackiego Związku Pruskiego, a mieszczanie częściowo zburzyli zamek biskupi. W 1478 r. podczas wojny popiej miasto było oblegane przez wojsko polskie. W 1520 r. podczas wojny pruskiej miasto zdobyli podstępem Krzyżacy, którzy okupowali je do 1525 r. Przez 3 miesiące Braniewo było oblegane przez wojska polskie. W latach 1466–1772 oba miasta znajdowały się w granicach księstwa warmińskiego, będącego częścią Prus Królewskich Korony Królestwa Polskiego I Rzeczypospolitej.
Od połowy XVI wieku Braniewo stało się jednym z głównych ośrodków kontrreformacji w Polsce. Od 1565 roku miało tu swą siedzibę pierwsze na ziemiach polskich kolegium jezuickie Colegium Hosianum założone przez biskupa Stanisława Hozjusza. Jego zadaniem miało być niesienie misji rekatolicyzacji w Skandynawii i Prusach. Dzięki temu Braniewo stało się znaczącym ośrodkiem szkolnictwa i kultury. Słynne kolegium jezuickie (Collegium Hosianum) powstało w 1565 roku, a następnie zostało przekształcone w seminarium diecezjalne (1567). W 1578 roku jezuici uruchomili seminarium papieskie (alumnat papieski). W 1589 roku powstała prywatna oficyna drukarska, która w 1697 roku wykupiona została przez jezuitów.
Wielokrotnie (aż do 1738 r.) podejmowano starania o utworzenie uniwersytetu (bezowocnie). Spadkobiercą tradycji Hosianum było Liceum Hosianum, działające w Braniewie w latach 1818–1944. W 1780 roku Collegium Hosianum po kasacie jezuitów, przekształcone zostało przez władze pruskie w Gymnasium Academikum, a od 1818 roku w Liceum Hosianum, przemianowane w 1912 roku na Akademię Państwową.
W 1624 roku ludność miasta została zdziesiątkowana przez epidemię dżumy, w latach 1626–1635 ma miejsce okupacja szwedzka, która wyniszczyła miasto gospodarczo i była okresem grabieży dokonywanych przez okupanta. W 1657 roku do Braniewa wkroczyły wojska elektorskie, które zajęły miasto tytułem zabezpieczenia pożyczki zaciągniętej przez Polskę na prowadzenie wojny ze Szwedami, opuściły miasto w 1663 roku. W 1703 roku rozpoczęła się druga, sześcioletnia okupacja szwedzka.
Od XV w. w Braniewie rozwijało się złotnictwo. Do najlepszych artystów warmińskiego baroku należeli rzeźbiarz Jan Frey (zm. ok. 1784 r.) oraz malarz Jan Lossau (1712 – po 1788 r.). W czasach wojen szwedzkich miasto, wielokrotnie niszczone i grabione z kosztowności, podupadło.

### Okres pruski

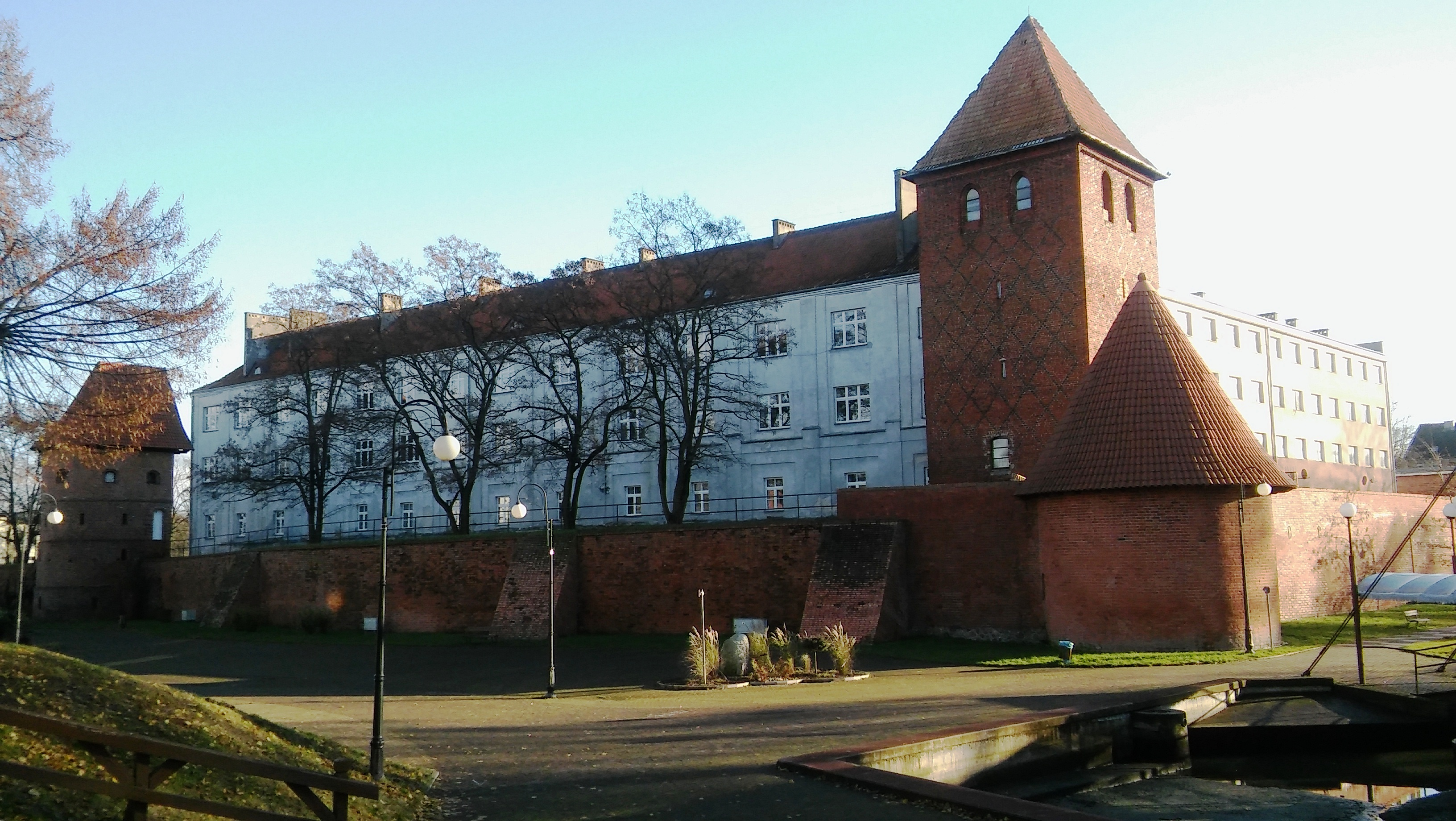
Kolegium jezuickie Hosianum w Braniewie

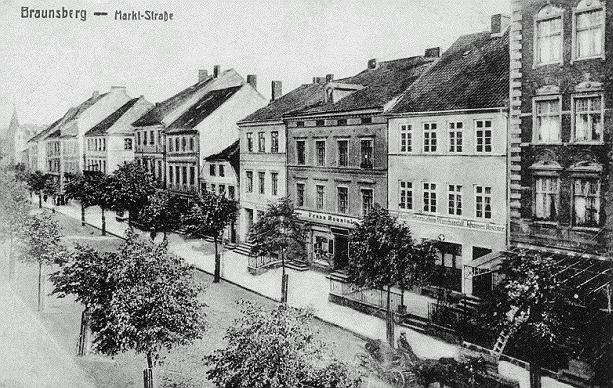
Braniewo, rynek Nowego Miasta (ok. 1900)

W wyniku pierwszego rozbioru oraz sekularyzacji Warmii w 1772 roku anektowane przez Prusy Braniewo zostało stolicą powiatu w prowincji Prusy Wschodnie (rejencja królewiecka) oraz siedzibą garnizonu. Burzliwie się rozwijało (szkolnictwo, stocznia, drobny przemysł i rzemiosło). Brunsberg i okolice pozostały katolicką wyspą w morzu pruskiego protestantyzmu.
Do końca XVIII w. znajdowały się tu port handlowy oraz stocznia (do 1905 r.), w której budowano statki morskie. W 1807 (patrz: bitwa o Braniewo) i 1812 roku miasto było zajmowane przez armię napoleońską. W 1852 roku to tutaj otwarto pierwszą w Prusach linię kolejową na odcinku Braniewo-Kwidzyn. Na początku XIX wieku społeczność żydowska w Braniewie liczyła kilka rodzin. W 1854 roku zbudowano w Braniewie synagogę (przy Fleischerstraße), która istniała do 1938 roku. W latach 80. XIX wieku liczba Żydów wzrosła do 170 osób. Skupili się głównie w Nowym Mieście. Przy Lindenstraße mieścił się dom modlitewny. Cmentarz żydowski zlokalizowany był przy Bahnhofstraße. W 1853 roku honorowe obywatelstwo miasta otrzymał lekarz Jacob Jacobson. W 1887 roku powstała Szkoła Rolnicza, jedna z pierwszych w Prusach Wschodnich, w 1919 roku miasto zostało zelektryfikowane. W chwili wybuchu II wojny światowej liczyło 21 tys. mieszkańców.
W 1932 roku w Braniewie miała siedzibę okręgowa gmina synagogalna.
Podczas Nocy Kryształowej z 9 na 10 listopada 1938 roku spalono synagogę i sprofanowano cmentarz. W 1939 roku w Braniewie mieszkało już tylko 10 Żydów.

### Zajęcie przez Armię Czerwoną i przekazanie polskiej władzy

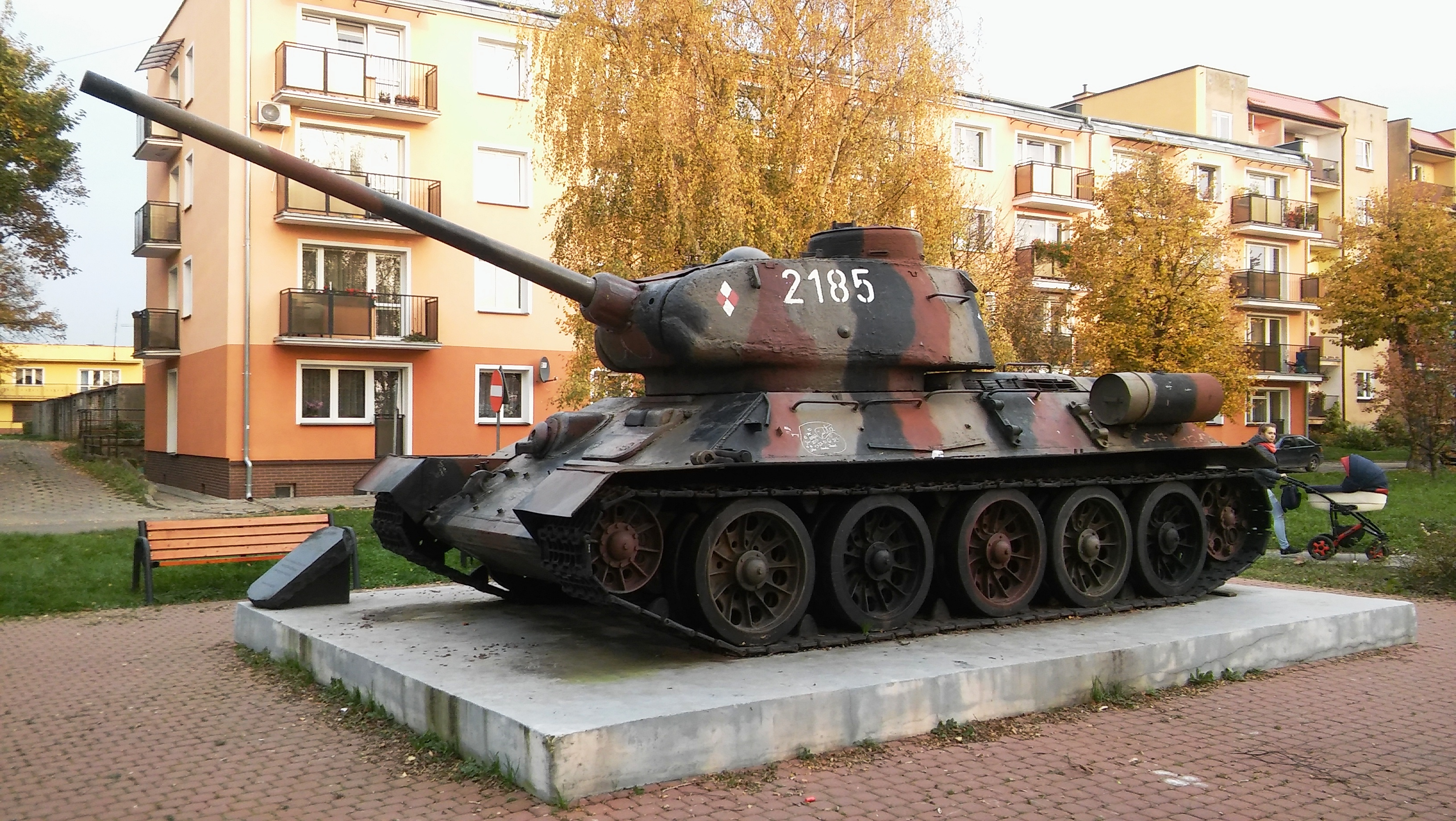
Radziecki czołg T-34 w Braniewie

W lutym i marcu 1945 roku wskutek walk Armii Czerwonej z wojskami hitlerowskimi śmierć (likwidacja tzw. kotła braniewskiego) poniosły tysiące cywilów, w przeważającej części uchodźców z Prus Wschodnich. Liczyli oni na ewakuację drogą morską z Mierzei Wiślanej, a ponieśli śmierć podczas bombardowania Braniewa oraz skutego lodem Zalewu Wiślanego.
20 marca 1945 roku oddziały 5 Armii Pancernej Gwardii, 48 Armii i 50 Armii 3 Frontu Białoruskiego pod dowództwem marszałka Aleksandra Wasilewskiego przełamały opór wojsk hitlerowskich i zajęły Braniewo (patrz: operacja wschodniopruska). W wyniku walk Braniewo zostało zniszczone (w 85%). Na założonym na zachód od miasta cmentarzu pochowano 31 371 żołnierzy Armii Czerwonej, którzy polegli w walkach w rejonie Zalewu Wiślanego, przy zajmowaniu Iławy, Barczewa, Kętrzyna, Reszla, Nidzicy i Szczytna (znajduje się tu 750 zbiorowych mogił i 18 grobów generalicji). Cmentarz Żołnierzy Armii Radzieckiej w Braniewie jest największą w Europie nekropolią pod względem liczby pochowanych żołnierzy Armii Czerwonej. Większość grobów jest bezimienna.
Po II wojnie światowej miasto otrzymało polską nazwę – Braniewo. Nie odbudowano starego miasta (chociaż było to możliwe), w tym ratusza i słynnego Kamiennego Domu, stawiając w zamian pawilony handlowe z prefabrykatów. Braniewo było najbardziej zniszczonym miastem na Warmii i w województwie, w którym się obecnie znajduje, a także jednym z najbardziej zniszczonych miast Polski w 1945 roku. W latach 1975–1998 miasto było siedzibą urzędu gminy w północno-wschodniej części województwa elbląskiego. Od 1999 roku należy do województwa warmińsko-mazurskiego i jest siedzibą powiatu.

## Demografia

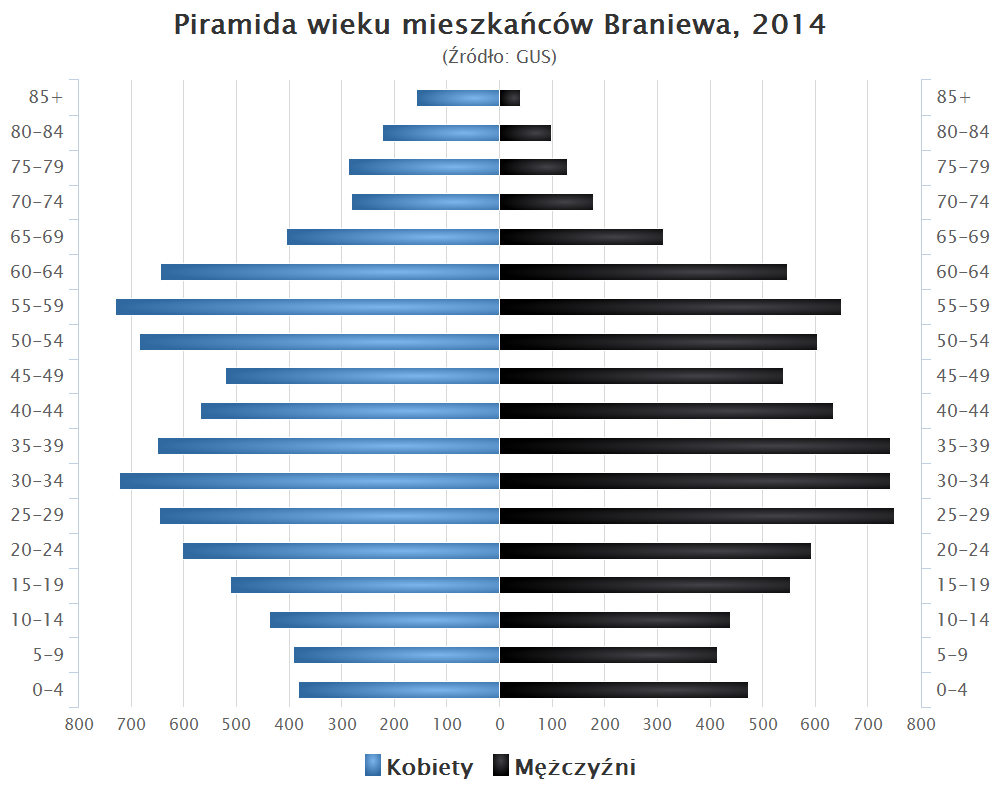
Piramida wieku mieszkańców Braniewa w 2014 roku

Dane z 31 grudnia 2020 roku.
| Opis                              | Ogółem  | Ogółem  | Kobiety | Kobiety | Mężczyźni | Mężczyźni |
| --------------------------------- | ------- | ------- | ------- | ------- | --------- | --------- |
| Jednostka                         | osób    | %       | osób    | %       | osób      | %         |
| Populacja                         | 16 974  | 100     | 8 714   | 51,3    | 8 260     | 48,7      |
| Gęstość zaludnienia [mieszk./km²] | 1 375,6 | 1 375,6 |         |         |           |           |

## Struktura powierzchni
Według danych z 2002 roku Braniewo miało obszar 12,36 km², w tym:
- użytki rolne: 28%
- użytki leśne: 0%

Miasto stanowi 1,03% powierzchni powiatu.

## Zabytki

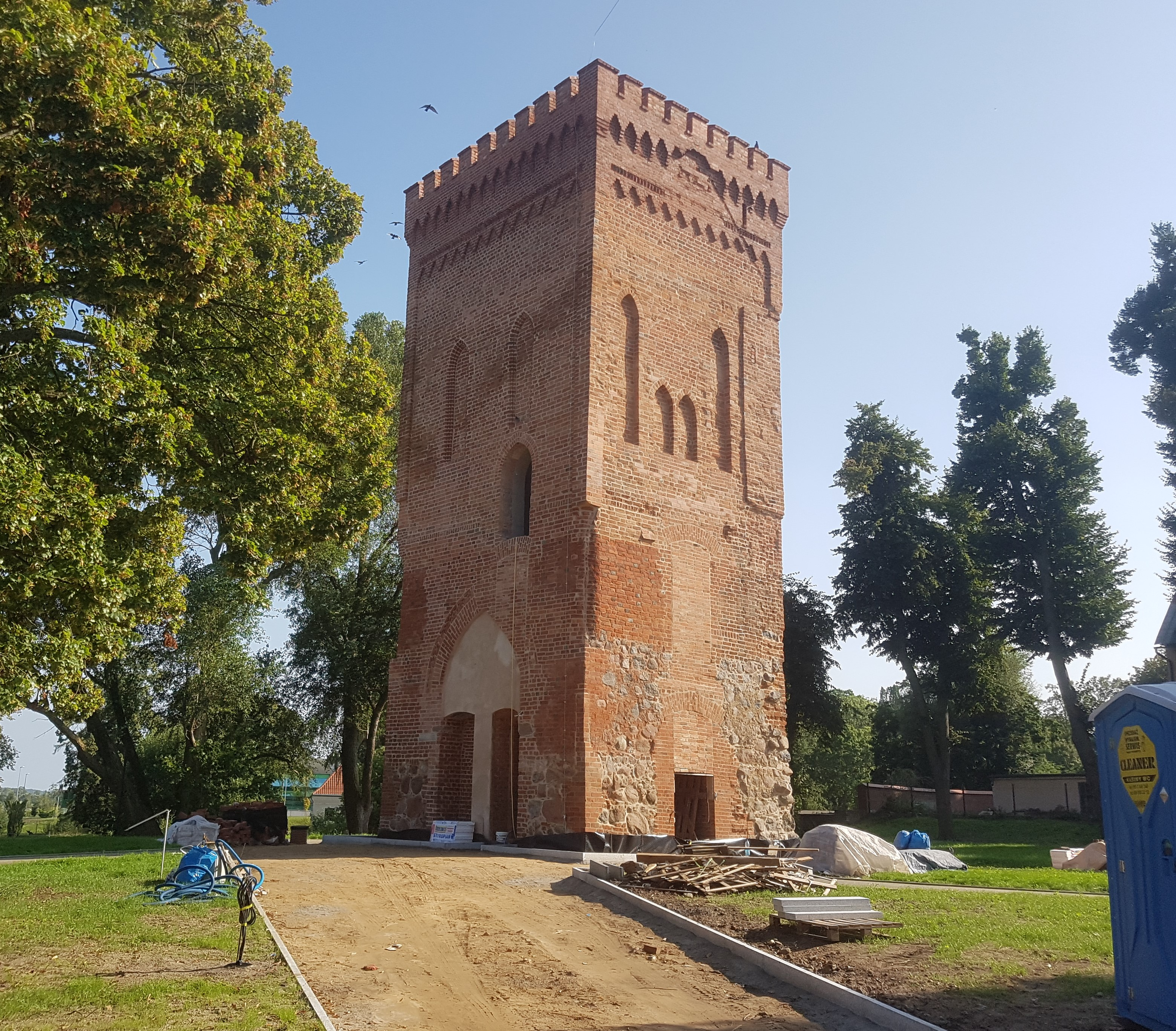
Wieża bramna dawnego Zamku Biskupiego z XIII w. – najstarszy zachowany obiekt murowany na Warmii

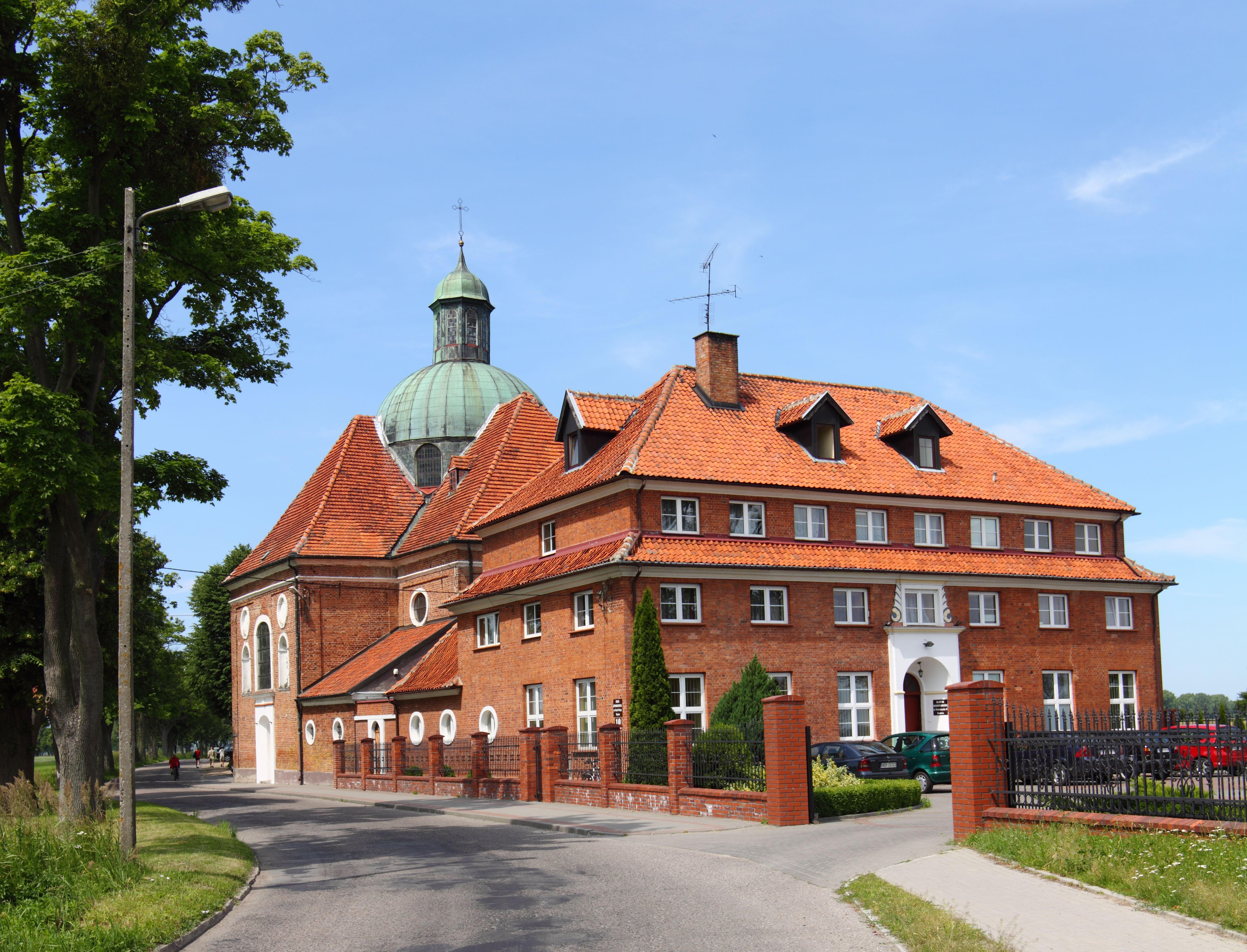
Sanktuarium Świętego Krzyża oraz klasztor oo. redemptorystów

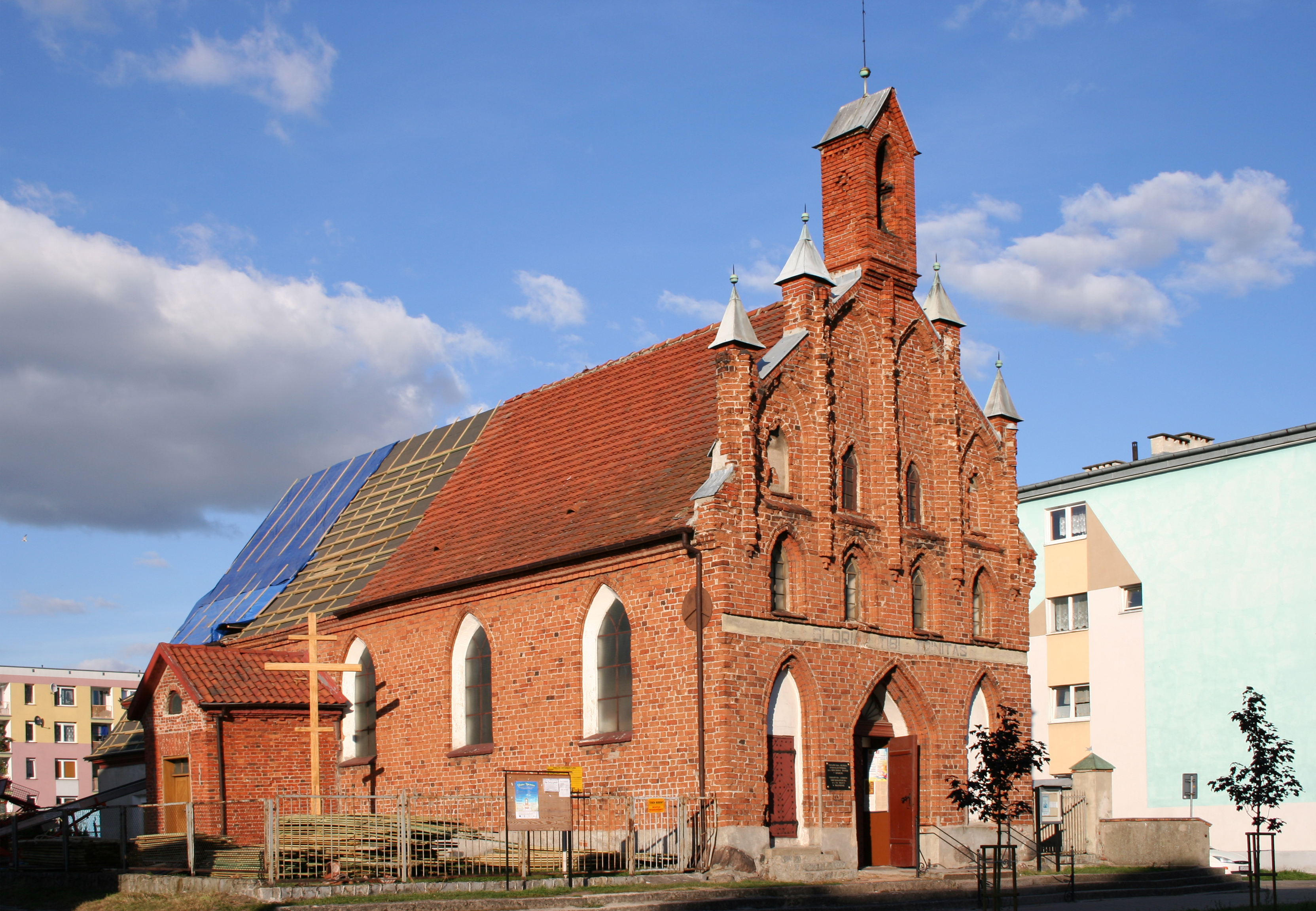
Cerkiew greckokatolicka pw. Świętej Trójcy

- Bazylika św. Katarzyny – kościół z lat 1343–1442
- Wieża bramna dawnego Zamku Biskupiego jest jedynym ocalałym fragmentem zamku. W pomieszczeniu na piętrze mieści się kaplica św. Andrzeja.
- Sanktuarium Podwyższenia Krzyża Świętego. Kościół parafialny pw. Krzyża Świętego, położony nad rzeką Pasłęką, na północ od starego miasta. Kościół został wybudowany przez jezuitów w latach 1722–1747. Znajdujący się tu obraz Tron Łaski, namalowany przez Lorenza Maaßa, został uszkodzony (postrzelony) przez Szwedów w 1626 roku. Ołtarze główny i boczne wykonane w reszelskim warsztacie Jana Chrystiana Schmidta. Z kolei ambona wykonana została przez Jana Freya.
- Dom prowincjalny Zgromadzenia Sióstr św. Katarzyny w Braniewie
- Cmentarz przy ul. Olsztyńskiej z kaplicą św. Rocha
- Budynek Collegium Hosianum
- Kościół św. Trójcy (obecnie cerkiew greckokatolicka). Położony w obrębie Nowego Miasta (był kościołem parafialnym), budowla salowa z trójbocznym zamknięciem od wschodu, powstał na początku XVI w. Zakrystia i kruchta pochodzą z lat 1681–1686. Ołtarz główny był późnobarokowy, pochodził z warsztatu Jana Freya.
- Kościół parafialny św. Antoniego (przed 1945 r. ewangelicki) z XIX w.
- Cerkiew prawosławna pw. Przemienienia Pańskiego (parafialna) przy ul. Wspólnej (przed 1949 kaplica ewangelicka).
- Dom konwertytów z 1718 roku, przy ulicy Botanicznej 11
- Wieża Młyna Kieratowego – XIV-wieczna baszta w południowo-zachodnim narożu dawnego Starego Miasta w Braniewie, stanowiąca element wewnętrznego muru obronnego
- Pozostałości obwarowań miejskich
- Domy na ul. Kościuszki z 3 ćw. XIX w., bez cech stylowych wzniesione na piwnicach z w. XVIII.
- Spichlerz Mariacki z XIX w.
- Dworzec kolejowy
- Szkoła podstawowa nr 6 oraz Gimnazjum nr 1
- Szkoła podstawowa nr 5
- Budynki stajenne przy ul. Moniuszki wybudowane w latach 1889–1891 (na listę zabytków wpisane w roku 2007). Dawna hodowla koni ras trakeńskiej i sztumskiej. Po 1945 roku funkcjonowało tam Państwowe Stado Ogierów Braniewo, obecnie część budynków użytkuje sportowy klub jeździecki
- Budynek urzędu miasta (niem. Kreishaus)
- Budynek Sądu Rejonowego w Braniewie
- Ratusz (niezachowany)
- Wieża Klesza – XIV-wieczna w północno-zachodnim narożu dawnego Starego Miasta w Braniewie, stanowiąca element wewnętrznego muru obronnego, a później Collegium Hosianum

## Oratorium Braniewskie „Mikołaj Kopernik”
W 2010 roku powstało oratorium, które Braniewo pierwsza stolica Warmii dedykuje Kopernikowi. Utwór został skomponowany przez Piotra Pawła Pałkę, libretto napisała siostra Miriam Brzozowska OCD – karmelitanka ze Spręcowa. Premiera oratorium miała miejsce 22 maja 2010 o godz. 17:00 w bazylice św. Katarzyny Aleksandryjskiej w Braniewie, po zakończeniu uroczystości ponownego pochówku Mikołaja Kopernika we Fromborku. Utwór wykonali chór Voce Angeli oraz orkiestra Dell’Arte pod dyrekcją Piotra Pawła Pałki. Solistami byli Elżbieta Towarnicka (sopran) oraz Marcin Jajkiewicz (tenor), recytację poprowadził Piotr Chomik. Oratorium było transmitowane przez Polskie Radio Olsztyn, Radio Maryja i Telewizję Trwam. Patronat honorowy nad oratorium objęli arcybiskup metropolita warmiński Wojciech Ziemba oraz burmistrz Braniewa Henryk Mroziński.

## Transport
Znaczny węzeł kolejowy i drogowy.

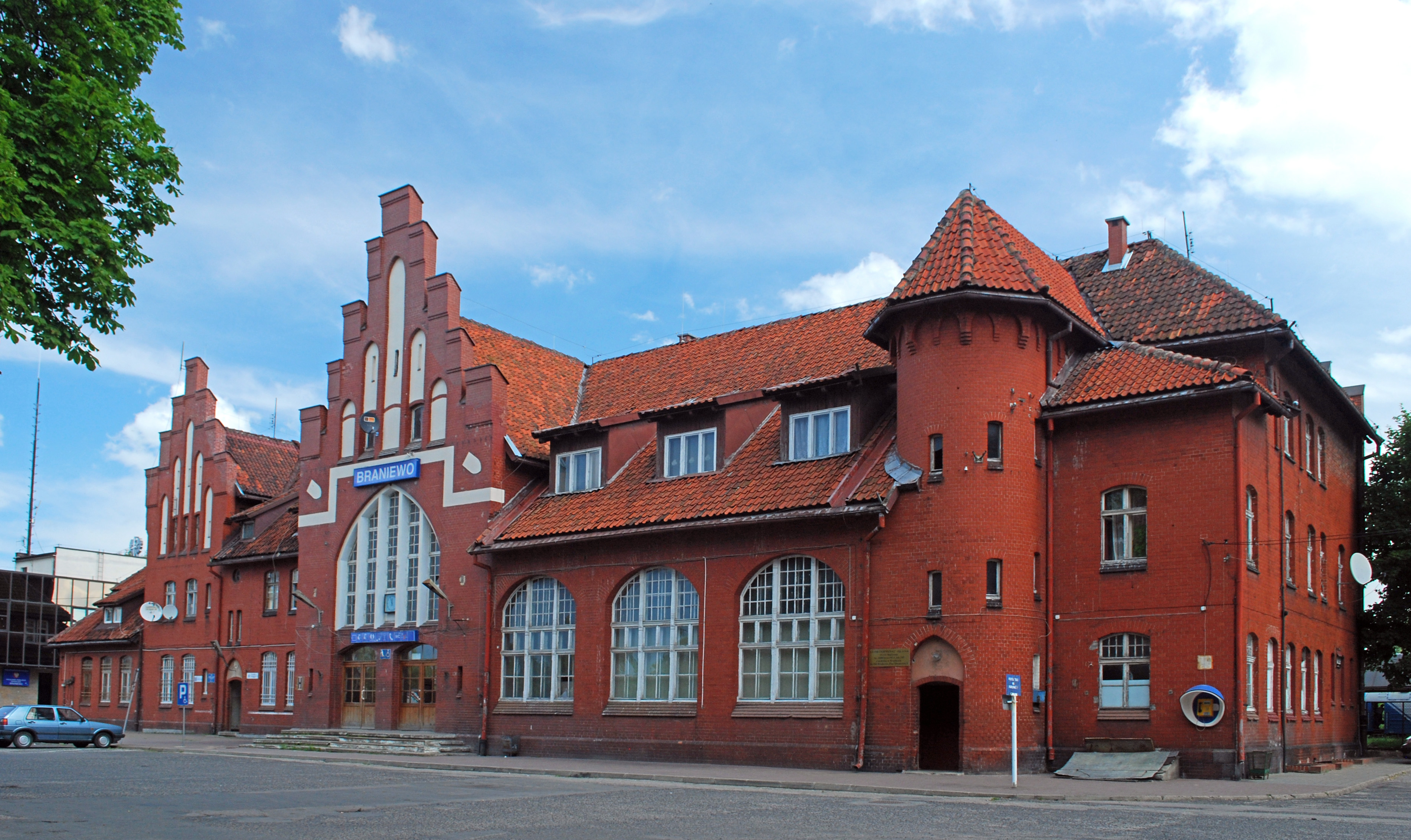
Neogotycki budynek dworca kolejowego

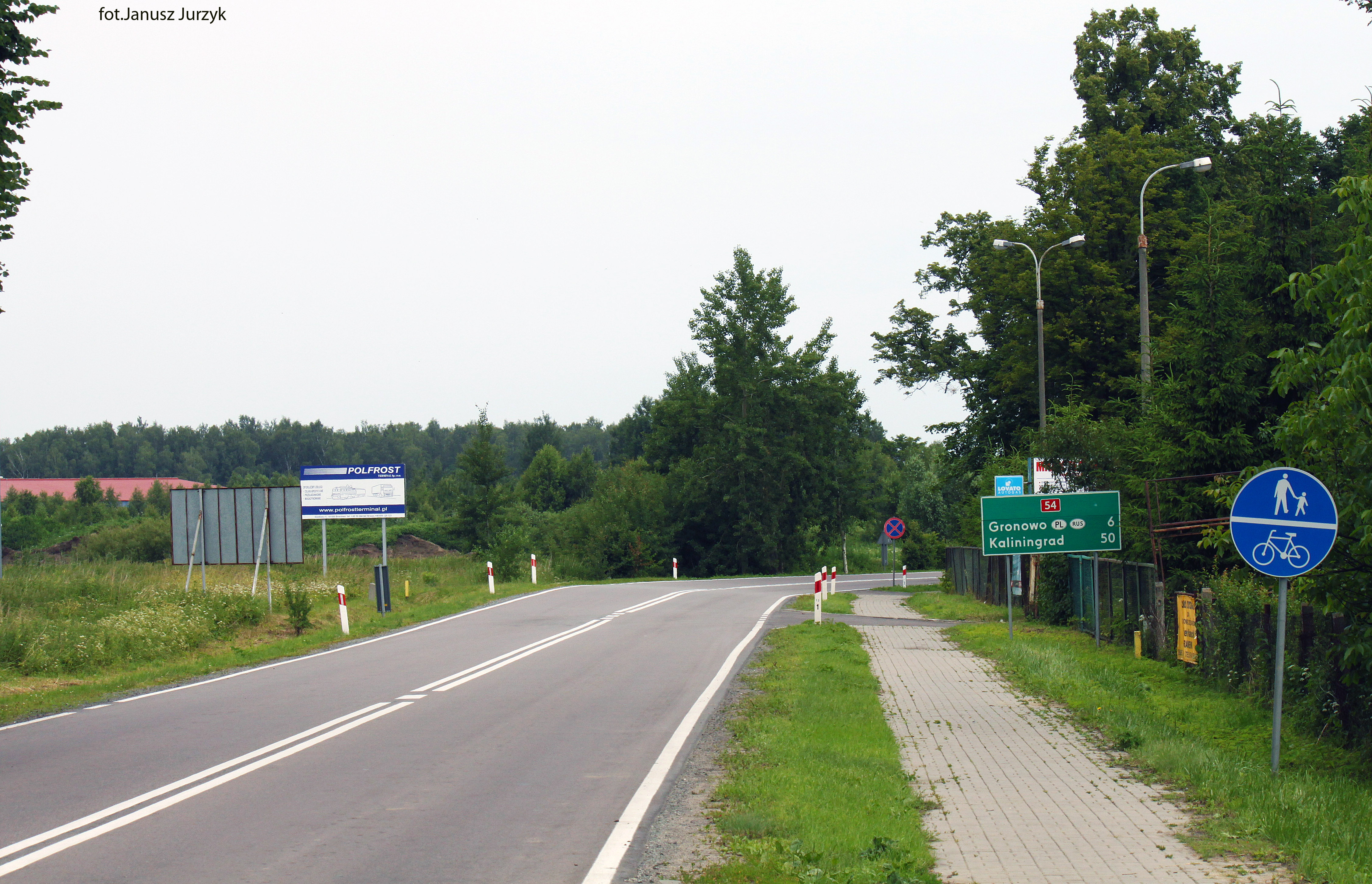
DK nr 54 – Braniewo w kierunku przejścia granicznego w Gronowie

Linie kolejowe łączą Braniewo z wieloma miastami:
- Braniewo – Bogaczewo – Elbląg – Tczew, tzw. Pruska Kolej Wschodnia (Preußische Ostbahn), obecnie tylko ruch pociągów towarowych
- Braniewo – Królewiec (obecnie tylko ruch pociągów towarowych)
- Braniewo – Olsztyn, jedyny kierunek z zachowanym ruchem pociągów osobowych
- Braniewo – Elbląg przez Frombork tzw. Kolej Nadzalewowa (trasa w ruinie, regularny ruch pasażerski zamknięto 1 kwietnia 2006 r.)

W mieście krzyżują się drogi krajowe oraz wojewódzkie:
- droga krajowa nr 54 Gronowo – Braniewo – węzeł Braniewo-Południe na DK22
- droga wojewódzka nr 504 Braniewo – Frombork – Elbląg
- droga wojewódzka nr 507 Braniewo – Orneta – Dobre Miasto

Komunikację autobusową zapewniają przedsiębiorstwa PKS Elbląg, PKS Braniewo oraz przewoźnicy prywatni. Braniewo posiada bezpośrednie połączenia autobusowe z Gdańskiem, Lotniskiem w Gdańsku, Elblągiem, Bartoszycami, Lidzbarkiem Warmińskim, Węgorzewem, Pieniężnem, Ornetą, Pasłękiem, Fromborkiem oraz okolicznymi mniejszymi miejscowościami. Istnieje też międzynarodowe połączenie autobusowe do Królewca.

## Przystań żeglarska
W ramach projektu „Pętla Żuławska – rozwój turystyki wodnej” wybudowana w 2011 roku została przystań żeglarska na rzece Pasłęce, która zlokalizowana jest przy ul. Portowej. Przystań pozwala na cumowanie w mieście jachtów i małych łodzi. Dostęp do przystani drogą wodną możliwy jest z Zalewu Wiślanego przez port w Nowej Pasłęce.

## Wspólnoty wyznaniowe

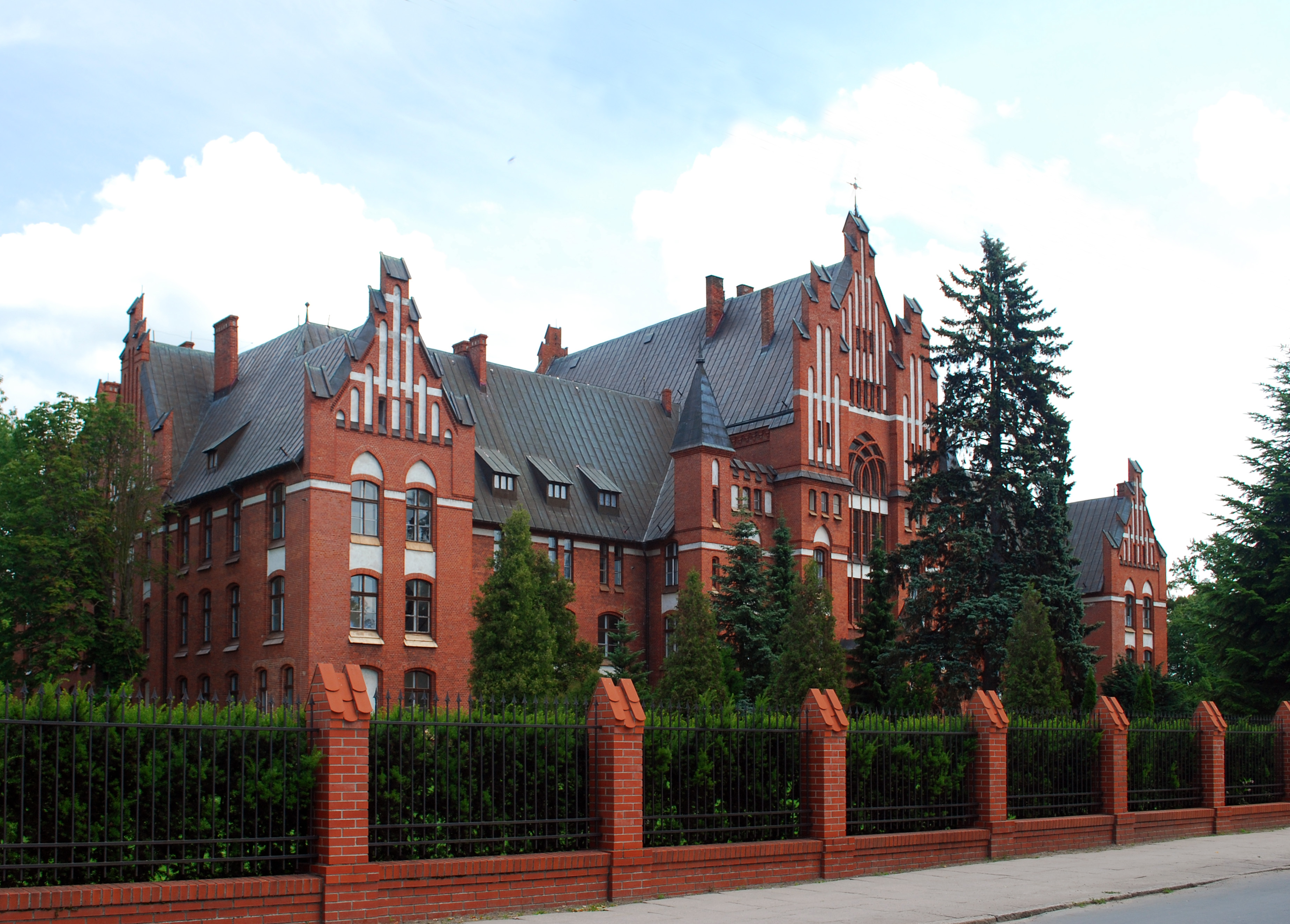
Dom Prowincjalny Zgromadzenia Sióstr św. Katarzyny

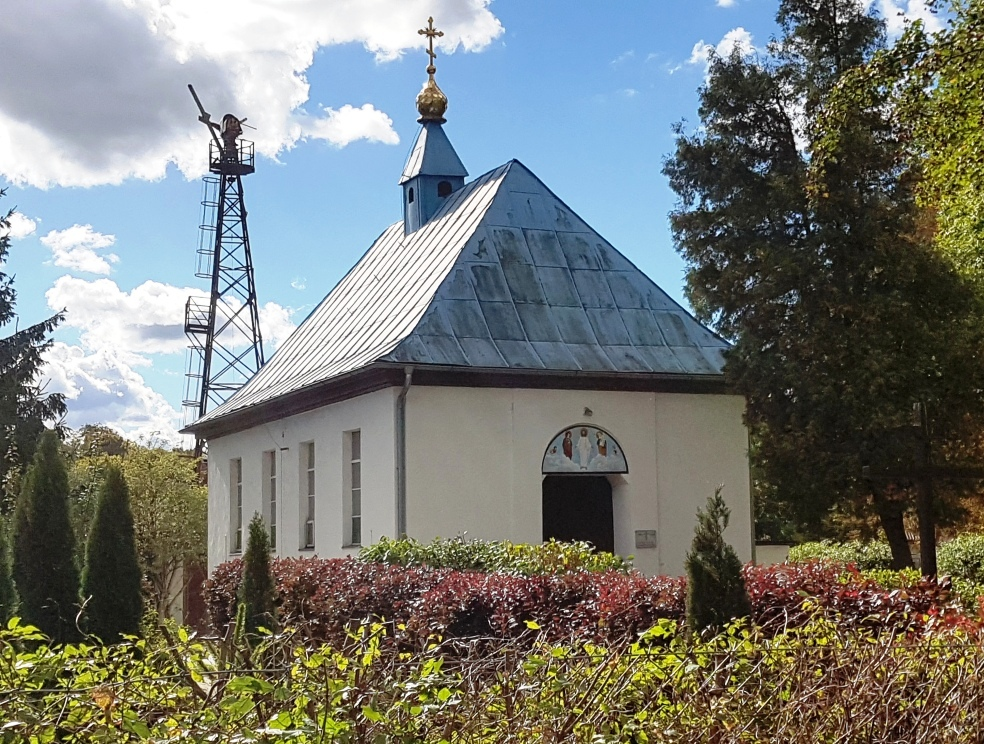
Cerkiew prawosławna pw. Przemienienia Pańskiego

Na terenie miasta działalność religijną prowadzą następujące Kościoły i związki wyznaniowe:
- Kościół greckokatolicki:
  - Parafia Świętej Trójcy
- Kościół rzymskokatolicki:
  - Parafia św. Antoniego
  - Parafia św. Katarzyny
  - Parafia Świętego Krzyża
  - Parafia wojskowo-cywilna św. Wojciecha
- Polski Autokefaliczny Kościół Prawosławny:
  - Parafia Przemienienia Pańskiego
- Świadkowie Jehowy:
  - zbór Braniewo (Sala Królestwa ul. Kołłątaja 26)[43][44].

## Organizacje społeczne
Towarzystwo Miłośników Braniewa

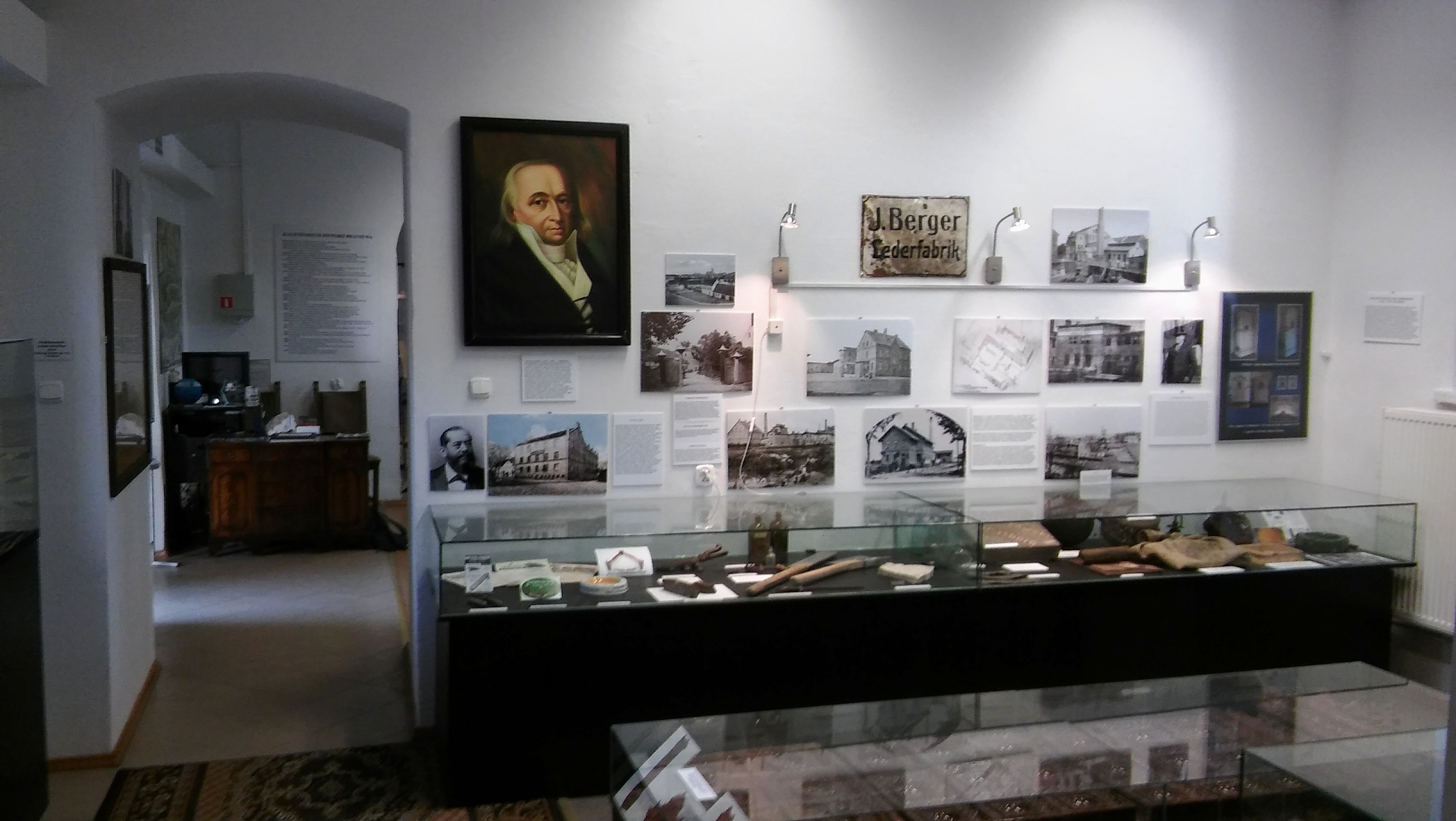
Muzeum Ziemi Braniewskiej

Stowarzyszenie prowadzi m.in. następujące działania: budzenie wśród mieszkańców umiłowania do Braniewa, zapoznanie społeczeństwa z historią oraz dorobkiem kulturalnym miasta oraz ochrona zabytków Braniewa. Formami działania są: upamiętnianie wydarzeń i wybitnych postaci z historii, organizacja cyklicznych wykładów, wystaw i wydawanie publikacji. Towarzystwo opiekuje się również założonym w 2016 roku Muzeum Ziemi Braniewskiej.
OTOZ Animals
Na terenach gminy i miasta Braniewo działa o 2009 roku inspektorat Ogólnopolskiego Towarzystwa Ochrony Zwierząt „Animals”. Co roku w październiku w Braniewskim Centrum Kultury organizowana jest Gala na Rzecz Zwierząt, której celem jest zebranie funduszy na działalność inspektoratu.
Klub Seniora „Wrzos”
Celami stowarzyszenia są działalność charytatywna, podtrzymywanie tradycji narodowej, pielęgnowanie polskości oraz rozwój świadomości narodowej, obywatelskiej i kulturowej.
Stowarzyszenie Pomocy Społecznej „Socjal”
Organizacja zajmuje się pomocą społeczną, w tym pomocą rodzinom i osobom w trudnej sytuacji życiowej oraz wyrównywaniem szans tych rodzin i osób.
Braniewskie Stowarzyszenie Abstynenckie
Stowarzyszenie zajmuje się pomocą osobom uzależnionym w wyjściu z nałogu.

## Sport
- Zatoka Braniewo – judo, aikido, boks
- Zatoka Braniewo – lekkoatletyka,
- Zatoka Braniewo – brydż (III liga-Olsztyn)
- Zatoka Braniewo – piłka nożna (IV liga)
- Gmina Braniewo – piłka nożna (A klasa)
- Sparta Braniewo – piłka siatkowa

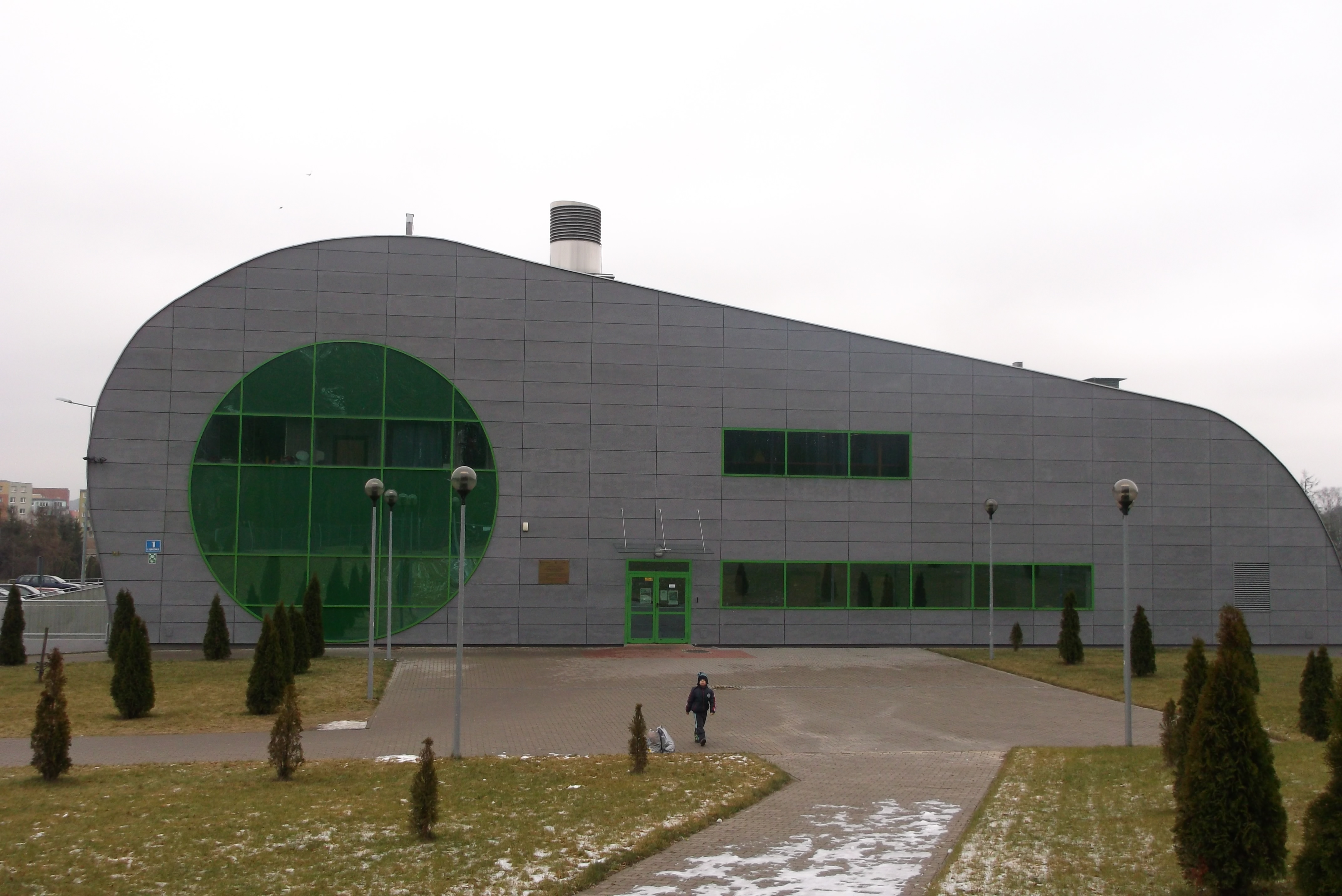
Basen w Braniewie

4 września 2000 roku z Braniewa wystartował 57 Tour De Pologne.
W Braniewie swój początek miał 31, 32, 33, 34 i 35 Rajd Kormoran.
26 września 2009, 2 października 2010 oraz 1 października 2011 w Braniewie odbyły się Mistrzostwa Polski w Pro Evolution Soccer.
20 maja 2011 roku nastąpiło oficjalne otwarcie basenu w Braniewie, zainaugurowane tradycyjnym skokiem burmistrza do wody w garniturze. Również od 2011 roku organizowane są w Braniewie Otwarte Mistrzostwa Braniewa w Aquathlonie, Mistrzostwa Polski Nauczycieli oraz Mistrzostwa Polski Dziennikarzy i Aktorów w Aquathlonie. Od 2016 roku organizowany jest w Braniewie Bieg Hozjusza (na dystansie 10 km).

## Współpraca krajowa i międzynarodowa
Miasto należy do następujących organizacji i stowarzyszeń:
- Związek Miast Polskich
- Związek Miast i Gmin Morskich
- Komunalny Związek Gmin Nadzalewowych
- Stowarzyszenie Gmin Rzeczypospolitej Polskiej Euroregion Bałtyk
- Stowarzyszenie na Rzecz Reformy Szkolnej
- Związek Miast Hanzeatyckich (nieformalnie) – Związek Nowej Hanzy.

## Miasta partnerskie
- Zielenogradsk
- Münster[47][48]
- Gmina Konavle